# 布鲁塞尔广场会议中心
布鲁塞尔广场会议中心（法語：Square – Brussels Convention Centre；原名Square – Brussels Meeting Centre）是比利时首都布鲁塞尔一个会议中心。它是由GL Events 集团运营，位于布鲁塞尔的文化和历史街区，邻近一些全国和国际机构，从艺术山的山坡上俯瞰城市。

## 历史
布鲁塞尔广场会议中心设于原会议宫（Palais des Congrès）内，后者是由Jules Ghobert和Maurice Hoyoux设计，于1958年为世界博览会建造。会议宫在当时由National Congresses Service管理，由几个地下空间组成，包括1200个座位和300个座位的礼堂，以及展览空间。
虽然在1978年技术和美学上都进行了升级，但在20世纪80年代和90年代，宫殿的基础设施已经老化。加上财政困难，以及发现了石棉，宫殿的大门最终在2003年关闭。
2004年底，该中心的管理权移交给新成立的会议宫公司。到2005年7月，该公司的业务和改造计划已经制定并获得批准，资金已经到位。在两年半的时间里，宫殿经过彻底翻新和扩建。会议宫公司与GL Events集团最终签订了广场管理协议。
布鲁塞尔广场会议中心于2009年9月20日下午8时09分开幕。

## 今日
布鲁塞尔广场会议中心的标志是三层，16米高的玻璃立方体，是该建筑的主要入口。立方体具有树状结构，整体美感基于透明度和光线。一个平台通往位于艺术山的上层出口。
布鲁塞尔广场会议中心由布鲁塞尔建筑公司A.2R.C.设计，有27间会议室，容量从40人到1200人，总容量达到7,000人，展览面积4000平方米。其技术设备也进行了升级。
会议中心的前厅装饰着艺术品。许多原始特征，包括保罗·德尔沃、雷內·馬格利特和路易斯.凡林特的壁画，已被修复，同时又添加了一批欧洲设计师的当代设计：葡萄牙艺术家胡安特林达德的室内装修，比利时设计师阿纳·奎兹（Arne Quinze）的Kwint公共餐厅和全景大厅，以及Atelier Roland Jéol的照明。
在2010年MIPIM房地产展览和会议上，广场赢得了特别评审团奖。